# Campionati italiani maschili assoluti di atletica leggera 1929
I XX campionati italiani assoluti di atletica leggera si sono tenuti a Bologna, presso lo stadio del Littoriale, dal 21 al 22 settembre 1929. Furono assegnati ventisette titoli in altrettante discipline, tutti in ambito maschile.
In questa edizione tornarono a far parte del programma dei campionati il salto in alto da fermo, il salto in lungo da fermo e la palla vibrata individuale e a squadre. Fu l'ultima apparizione di queste discipline ai campionati italiani assoluti di atletica leggera.
La classifica per società vide trionfare lo Sport Club Italia di Milano con 75 punti, seguito da Associazione Sportiva Ambrosiana (55 punti) e Virtus Bologna Sportiva.
Durante la manifestazione furono battuti due record italiani: Virgilio Tommasi migliorò quello del salto in lungo portando la misura a 7,41 m, mentre Luigi Facelli batté quello del salto triplo con la prestazione di 13,89 m.
Il titolo italiano della mezza maratona su assegnato l'8 settembre a Napoli, mentre quello della maratona il 6 ottobre durante la maratona di Torino, gara internazionale. Il titolo della marcia 50 km fu assegnato a Trieste il 27 ottobre e quello della corsa campestre il 10 marzo a Milano.
Le gare del salto in lungo da fermo e salto in alto da fermo, insieme a quelle della palla vibrata individuale e a squadre, si disputarono sempre a Bologna, ma il 29 settembre. Anche la gara del decathlon era programmata per il fine settimana del 28-29 settembre, ma fu annullata.

## Risultati

### Le gare del 21-22 settembre a Bologna
| Specialità             | Oro                                                                                                | Prestazione | Argento                                                                       | Prestazione | Bronzo                                                              | Prestazione |
| Corse                  | |             |                                                                               |             |                                                                     |             |
| 100 m                  | Edgardo Toetti Sport Club Italia                                                                   | 11"0        | Gustavo Piva GUF Padova                                                       | a 50 cm     | Alberto D'Agostino Virtus Bologna Sportiva                          | a 50 cm     |
| 200 m                  | Ruggero Maregatti Associazione Sportiva Ambrosiana                                                 | 22"1/5      | Edgardo Toetti Sport Club Italia                                              | a spalla    | Gustavo Piva GUF Padova                                             | a 50 cm     |
| 400 m                  | Ettore Tavernari La Fratellanza 1874                                                               | 50"0        | Ugo Vianello Associazione Sportiva Ambrosiana                                 | 51"2/5      | Raffaele Bertuzzi Società Ginnastica Triestina                      | 52"1/5      |
| 800 m                  | Ettore Tavernari La Fratellanza 1874                                                               | 1'58"1/5    | Mario Tugnoli Virtus Bologna Sportiva                                         | 1'58"2/5    | Ugo Vianello Associazione Sportiva Ambrosiana                       | s/t         |
| 1500 m                 | Luigi Beccali Pro Patria Milano                                                                    | 4'02"0      | Alfredo Furia Associazione Sportiva Leonio Contro                             | 4'07"2/5    | Filippo Pellegrino Società Sportiva Trionfo Ligure                  | 4'16"1/5    |
| 5000 m                 | Luigi Boero Gruppo Sportivo Nafta                                                                  | 16'39"1/5   | Antonio Roffo GUF Genova                                                      | 17'11"0     | Massimiliano Marchi Fulgor Venezia                                  | 17'41"4/5   |
| 10 000 m               | Giuseppe Robino Gruppo Sportivo FIAT Torino                                                        | 33'10"0     | Pietro Ghirardo Unione Sportiva Maurina                                       | 33'44"1/5   | Luigi Frola Gruppo Sportivo FIAT Torino                             | 33'57"0     |
| 110 m hs               | Giacomo Carlini Gruppo Sportivo Nafta                                                              | 15"2/5      | Luigi Facelli Associazione Sportiva Ambrosiana                                | a 50 cm     | Mario Agosti Cotonificio Veneziano Pordenone                        | 15"4/5      |
| 400 m hs               | Luigi Facelli Associazione Sportiva Ambrosiana                                                     | 53"0        | Mario De Negri GUF Genova                                                     | 57"3/5      | Plinio Palmano Cotonificio Veneziano Pordenone                      | s/t         |
| 3000 m siepi           | Giuseppe Venturi Virtus Bologna Sportiva                                                           | 11'39"3/5   | Archimede Vettori ASSI Giglio Rosso                                           | 12'04"1/5   | Callisto Rossi Virtus Bologna Sportiva                              | 12'51"0     |
| Marcia 10 000 m        | Armando Valente Gruppo Sportivo Nafta                                                              | 19'18"3/5   | Luigi Bosatra Sport Club Italia                                               | 50'06"2/5   | Raffaele Tagliani Gruppo Sportivo Filippo Corridoni                 | 50'09"0     |
| Staffetta 4×100 m      | Associazione Sportiva Ambrosiana Luciano Battocchi Ruggero Maregatti Antonio Maineri Luigi Facelli | 43"1/5      | Sport Club Italia squadra A                                                   | 43"2/5      | Sport Club Italia squadra B                                         | s/t         |
| Staffetta 4×400 m      | Associazione Sportiva Ambrosiana Ettore Falconi Giovanni Poggi Ugo Vianello Luigi Facelli          | 3'28"2/5    | Sport Club Italia Gustavo Dazio Chiesa Vittorio Bartera Melocchi              | 3'34"0      | Virtus Bologna Sportiva Bruno Zorzi Savini Grigioni Giorgio Peralta | 3'36"4/5    |
| Staffetta 4×1500 m     | Virtus Bologna Sportiva Attilio Testoni Giuseppe Gordini Euclide Svampa Mario Tugnoli              | 17'23"3/5   | ASSI Giglio Rosso Aurelio Badiali Giovanardi Archimede Vettori Giuseppe Lippi | 17'30"3/5   | Sport Club Italia Parolini Torriani Umberto Cerati Disma Ferrario   | 17'50"4/5   |
| Salti                  | |             |                                                                               |             |                                                                     |             |
| Salto in alto          | Pio Pacchioni Gruppo Sportivo Rovigo                                                               | 1,75 m      | Giuseppe Palmieri Virtus Bologna Sportiva                                     | 1,75 m      | Giuseppe Petito Forti e Liberi Monza                                | 1,75 m      |
| Salto con l'asta       | Giacinto Lambiasi Pro Lissone                                                                      | 3,40 m      | Bruno Ghini Unione Sportiva Renato Serra                                      | 3,40 m      | Danilo Innocenti ASSI Giglio Rosso                                  | 3,30 m      |
| Salto in lungo         | Virgilio Tommasi Fondazione Bentegodi Verona                                                       | 7,41 m      | Enrico Torre ASSI Giglio Rosso                                                | 6,79 m      | Giannino Caprotti Forti e Liberi Monza                              | 6,63 m      |
| Salto triplo           | Luigi Facelli Associazione Sportiva Ambrosiana                                                     | 13,89 m     | Plinio Palmano Cotonificio Veneziano Pordenone                                | 13,82 m     | Angelo Carta Dopolavoro Ciano Cagliari                              | 13,73 m     |
| Lanci                  | |             |                                                                               |             |                                                                     |             |
| Getto del peso         | Natale Mosca Sport Club Italia                                                                     | 13,00 m     | Camillo Zemi Sport Club Italia                                                | 12,63 m     | Luigi Ponzoni Società Ginnastica Panaro Modena                      | 12,30 m     |
| Lancio del disco       | Camillo Zemi Sport Club Italia                                                                     | 40,305 m    | Benvenuto Mignani Virtus Bologna Sportiva                                     | 40,095 m    | Armando Poggioli Società Ginnastica Panaro Modena                   | 38,535 m    |
| Lancio del martello    | Armando Poggioli Società Ginnastica Panaro Modena                                                  | 45,645 m    | Camillo Zemi Sport Club Italia                                                | 12,63 m     | Luigi Tullio Carpi Società Ginnastica Raffaele Rubattino            | 40,27 m     |
| Lancio del giavellotto | Giuseppe Palmieri Virtus Bologna Sportiva                                                          | 56,88 m     | Mario Agosti Cotonificio Veneziano Pordenone                                  | 53,45 m     | Gustavo Baracchi Virtus Bologna Sportiva                            | 51,46 m     |
| Prove multiple         | |             |                                                                               |             |                                                                     |             |
| Pentathlon             | Giacomo Carlini Gruppo Sportivo Nafta                                                              | 3125,825 p. | Antonio Carrer GUF Genova                                                     | 2719,070 p. | Stacchiola Unione Sportiva Renato Serra                             | 2395,645 p. |

### La corsa campestre del 10 marzo a Milano
La corsa campestre si disputò a Milano su un percorso di 10 km. Ci furono 62 iscritti e 46 partenti.
| Specialità              | Oro                              | Prestazione | Argento                           | Prestazione | Bronzo                             | Prestazione |
| Corsa campestre (10 km) | Giuseppe Lippi ASSI Giglio Rosso | 36'47"2/5   | Aurelio Badiali ASSI Giglio Rosso | a spalla    | Luigi Prato Gruppo Sportivo Berkel | 37'11"4/5   |

### La mezza maratona dell'8 settembre a Napoli
Il titolo nazionale della mezza maratona fu assegnato a Napoli su un percorso di 20 km che partiva da via Roma e proseguiva su via Salvator Rosa, Vomero, Mergellina, lungomare, stazione e arrivo allo stadio dell'Arenaccia.
| Specialità             | Oro                                  | Prestazione | Argento                                         | Prestazione | Bronzo                                  | Prestazione |
| Mezza maratona (20 km) | Luigi Rossini Gruppo Sportivo Berkel | 1h06'00"1/5 | Carmelo Melonia Società Sportiva Aquila Messina | 1h08'02"0   | Spartaco Morelli Gruppo Sportivo Berkel | 1h08'12"0   |

### Le gare del 29 settembre a Bologna
| Specialità              | Oro                                                                                               | Prestazione | Argento                                                                                | Prestazione | Bronzo | Prestazione |
| Salti                   |                                                                                                   |             |                                                                                        |             | |             |
| Salto in alto da fermo  | Santo Bruni Società Ginnastica Forza e Costanza Brescia                                           | 1,45 m      | Giuseppe Palmieri Virtus Bologna Sportiva                                              | 1,40 m      | Piero Robbiano Gruppo Sportivo SPA Torino                                                                    | 1,35 m      |
| Salto in lungo da fermo | Santo Bruni Società Ginnastica Forza e Costanza Brescia                                           | 2,94 m      | Piero Robbiano Gruppo Sportivo SPA Torino                                              | 2,84 m      | Giuseppe Palmieri Virtus Bologna Sportiva                                                                    | 2,77 m      |
| Lanci                   |                                                                                                   |             |                                                                                        |             | |             |
| Palla vibrata (1,8 kg)  | Arturo Longo Unione Sportiva Mestrina                                                             | 42,88 m     | Natale Mosca Sport Club Italia                                                         | 42,07 m     | Ferruccio Scarpa Unione Sportiva Mestrina                                                                    | 41,56 m     |
| Palla vibrata a squadre | Unione Sportiva Mestrina Arrigoni Ernesto Cecchinato Luigi Gianello Arturo Longo Ferruccio Scarpa | n/d         | Sport Club Italia Francesco Donati Edgardo Toetti Giacometti Natale Mosca Camillo Zemi | n/d         | Virtus Bologna Sportiva Gustavo Baracchi Adolfo Contoli Giuseppe Palmieri Bruno De Lorenzi Benvenuto Mignani | n/d         |

### La maratona del 6 ottobre a Torino
La maratona si tenne a Torino su un percorso di 42,75 km che partiva dal motovelodromo di Corso Casale e proseguiva su corso Moncalieri, ponte Umberto I, corso Vittorio Emanuele II, Porta Nuova, Ospedale mauriziano, via Rivalta, corso Stupinigi, corso Sebastopoli, Orbassano, Beinasco, Rivalta, Rivoli, nuova Barriera di Francia, corso Francia, piazza Statuto, corso Principe Eugenio, corso Regina Margherita, ex Barriera di Casale e rientro al motovelodromo.
| Specialità | Oro                                       | Prestazione | Argento                        | Prestazione | Bronzo                                            | Prestazione |
| Maratona   | Stefano Natale Associazione Sportiva Roma | 2h39'00"1/5 | Giuseppe Sacchet Sportiva Mira | 2h43'00"0   | Ferdinando Toschi Gruppo Sportivo Finzi Isolatori | 2h52'04"1/5 |

### La marcia 50 km del 27 ottobre a Trieste
Il titolo della marcia 50 km si assegnò a Trieste su un percorso che da piazza Venezia andava in viale Regina Elena, strada di Monfalcone, passeggio di Sant'Andrea, Servola e arrivo in campo San Sabba. Presero parte alla gara 27 atleti, solo 15 dei quali tagliarono il traguardo.
| Specialità   | Oro                                       | Prestazione | Argento                             | Prestazione | Bronzo                                       | Prestazione |
| Marcia 50 km | Romano Poggiolini Associazione 30 Ottobre | 4h33'20"    | Carlo Giani Ginnastica Comense 1872 | 4h35'06"    | Francesco Pietti Gruppo Sportivo Fiamme Nere | 4h35'47"    |